# Rocky River
Rocky River – miasto w Stanach Zjednoczonych, w północnej części stanu Ohio, na wybrzeżu jeziora Erie, przy ujściu rzeki o tej samej nazwie. Liczba mieszkańców w 2000 roku wynosiła 20 735.